# Электрический двигатель

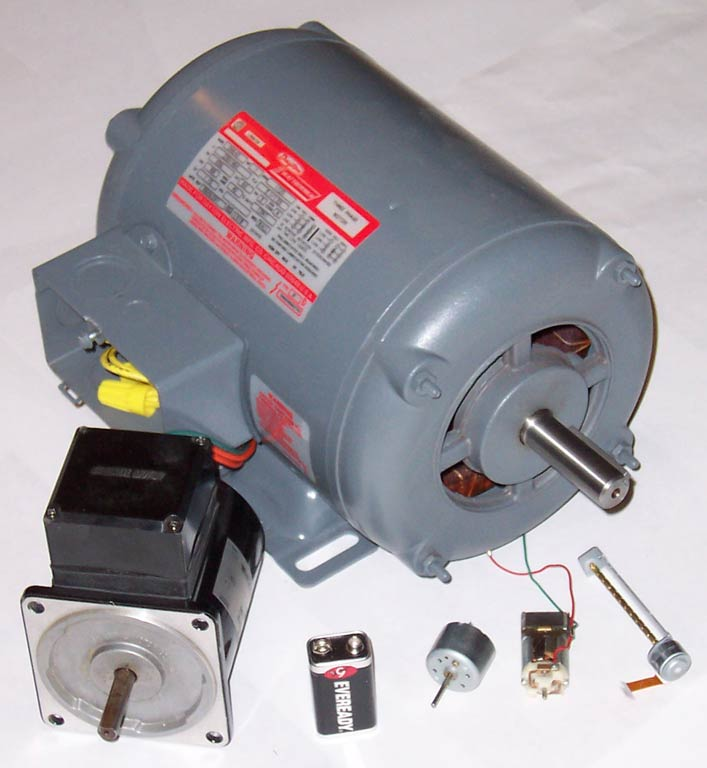
Электродвигатели разной мощности (сверху-вниз слева-направо: на 750 Вт, на 250 Вт, к CD-плееру, к игрушке, к дисководу). Батарейка «Крона» дана для сравнения размеров

Электрический двигатель или электродвигатель — электрическая машина (электромеханический преобразователь), в которой электрическая энергия посредством взаимодействия электромагнитных полей статора и ротора преобразуется в механическую.

## Принцип действия
В основу работы подавляющего числа электрических машин положен принцип электромагнитной индукции. Электрическая машина состоит из неподвижной части — статора (для асинхронных и синхронных машин переменного тока), подвижной части — ротора (для асинхронных и синхронных машин переменного тока) или якоря (для машин постоянного тока). В роли индуктора на маломощных двигателях постоянного тока очень часто используются постоянные магниты.
Ротор асинхронного двигателя может быть:
- короткозамкнутым;
- фазным (с обмоткой) — используются там, где необходимо уменьшить пусковой ток и регулировать частоту вращения асинхронного электродвигателя. В большинстве случаев это крановые электродвигатели серии МТН, которые повсеместно используются в крановых установках.

Якорь — вращающийся элемент коллекторных машин постоянного тока или универсальных коллекторных машин (двигателя или генератора).
Универсальный двигатель — тот же двигатель постоянного тока (ДПТ) с последовательным, параллельным или сериесным возбуждением, отличающийся конструкцией магнитных систем статора и якоря. Так как при работе на переменном токе в массивных магнитномягких деталях наводятся паразитные токи Фуко, нагревающие двигатель, полюсные системы и статора, и якоря набираются из тонких, изолированных друг от друга пластин. В современных условиях полюсная система статора часто выполняется навивкой стальной лакированной ленты на ребро с последующим прессованием и вырубанием полюсных наконечников. Магнитные системы двигателей постоянного тока делаются из фрагмента цельной стальной трубы, к которой изнутри притянуты массивные полюсные наконечники.

### Принцип действия трёхфазного асинхронного электродвигателя
При включении в сеть в статоре возникает круговое вращающееся магнитное поле, которое пронизывает короткозамкнутую обмотку ротора и наводит в ней индуктивные токи. Подчиняясь закону Ампера (на проводник с током, помещённый в магнитное поле, действует отклоняющая сила), ротор приходит во вращение. Частота вращения поля статора зависит от частоты питающего напряжения и от числа пар магнитных полюсов.
Разность между частотой вращения магнитного поля статора и частотой вращения ротора называется скольжением. Двигатель называется асинхронным, так как частота вращения магнитного поля статора не совпадает с частотой вращения ротора.
Синхронный двигатель отличается конструкцией ротора, который выполняется с фазными обмотками, запитанными от сети с помощью контактных колец через пусковые реостаты. В синхронном двигателе частоты вращения магнитных полей статора и ротора совпадают, поэтому, в отличие от асинхронной машины, неподвижный статор синхронной машины самостоятельно запущен быть не может. Для запуска используется либо легкая короткозамкнутая пусковая обмотка, либо специальный пусковой асинхронный двигатель. Синхронные двигатели сложнее и дороже асинхронных, а посему применяются только в тех случаях, когда имеются жесткие требования по ограничению тока запуска.
Асинхронные двигатели нашли широкое применение во всех отраслях техники. Особенно это касается простых по конструкции и прочных трёхфазных асинхронных двигателей с короткозамкнутыми роторами типа "беличье колесо", которые надёжнее и дешевле всех электрических двигателей и практически не требуют никакого ухода. Асинхронный двигатель может успешно работать и в сети однофазного тока.
Статор асинхронного электродвигателя состоит, как и в синхронной машине, из пакета, набранного из лакированных колец или ленточной навивки из электротехнической стали, в вырубленных пазах которого уложена обмотка. Три фазы обмотки статора асинхронного трёхфазного двигателя, пространственно смещённые на 120°, соединяются друг с другом звездой, треугольником или комбинированными способами.

Картина магнитного поля при работе асинхронного двигателя. Видно скольжение ротора относительно поля.

На рисунке показана принципиальная схема двухполюсной машины — по четыре паза на каждую фазу. При питании обмоток статора от трёхфазной сети получается вращающееся поле, так как токи в фазах обмотки, которые смещены в пространстве на 120° друг относительно друга сдвинуты по фазе друг относительно друга на 120°.
Для синхронной частоты вращения nc поля электродвигателя с р парами полюсов справедливо при частоте тока {\displaystyle f}: {\displaystyle n_{c}={\frac {60f}{p}}}
При частоте 50 Гц получаем для {\displaystyle p} = 1, 2, 3 (двух-, четырёх- и шести-полюсных машин) синхронные частоты вращения поля {\displaystyle n_{c}} = 3000, 1500 и 1000 об/мин.
Ротор асинхронного электродвигателя также состоит из листов электротехнической стали и может быть выполнен в виде короткозамкнутого ротора (с «беличьей клеткой») или ротора с контактными кольцами (фазный ротор).
В короткозамкнутом роторе обмотка состоит из металлических стержней (пищевой алюминий, реже медь или бронза), которые расположены в пазах и соединяются на концах закорачивающими кольцами. Соединение осуществляется методом пайки твердым припоем или сваркой. В случае применения алюминия или алюминиевых сплавов стержни ротора и закорачивающие кольца, включая лопасти вентилятора, расположенные на них, изготавливаются методом литья под давлением.
У ротора электродвигателя с контактными кольцами в пазах находится трёхфазная обмотка, похожая на обмотку статора, включённую, как правило, звездой для уменьшения пускового тока; начала обмоток соединяются с тремя контактными кольцами, закреплёнными на валу. Для ликвидации броска тока при пуске двигателя обмотки ротора включаются через пусковые реостаты (через контактные кольца и щётки). В отдельных случаях после запуска контактные кольца закорачиваются, так что обмотка ротора двигателя выполняет те же самые функции, что и в случае короткозамкнутого ротора, а двигатель работает, как асинхронный, со скольжением.
Асинхронные электродвигатели широко применяются в тяжелой промышленности в качестве вспомогательных машин для компрессоров или выпрямительных установок.
Асинхронные электродвигатели имеют ряд преимуществ перед коллекторными, такие как: меньший износ якоря за счет отсутствия коллектора, более высокий КПД и простота конструкции.
В 2018 году группа болгарских изобретателей под руководством Александра Христова разработала более эффективный вариант асинхронного двигателя, в котором внешняя часть ротора с электрическими обмотками отделена от ферромагнитного сердечника. Внутренняя ферромагнитная часть ротора крепится с помощью подшипников к валу двигателя и может вращаться отдельно от внешней части ротора. Таким образом, внешняя часть ротора вместе с валом вращается асинхронно, как в традиционных асинхронных двигателях, а внутренняя часть ротора вращается синхронно с магнитным полем, создаваемым статором, т. е. как ротор синхронного двигателя. Таким образом снижаются потери за счет исключения образования вихревых токов в ферромагнитном сердечнике ротора и его непрерывного перемагничивания.

## Классификация электродвигателей
По принципу возникновения вращающего момента электродвигатели можно разделить на гистерезисные и магнитоэлектрические. У двигателей первой группы вращающий момент создаётся вследствие гистерезиса при перемагничивании ротора. Данные двигатели не являются традиционными и не широко распространены в промышленности.
Наиболее распространены магнитоэлектрические двигатели, которые по типу потребляемой энергии подразделяется на две большие группы — на двигатели постоянного тока и двигатели переменного тока (также существуют универсальные двигатели, которые могут питаться обоими видами тока).

### Двигатели постоянного тока

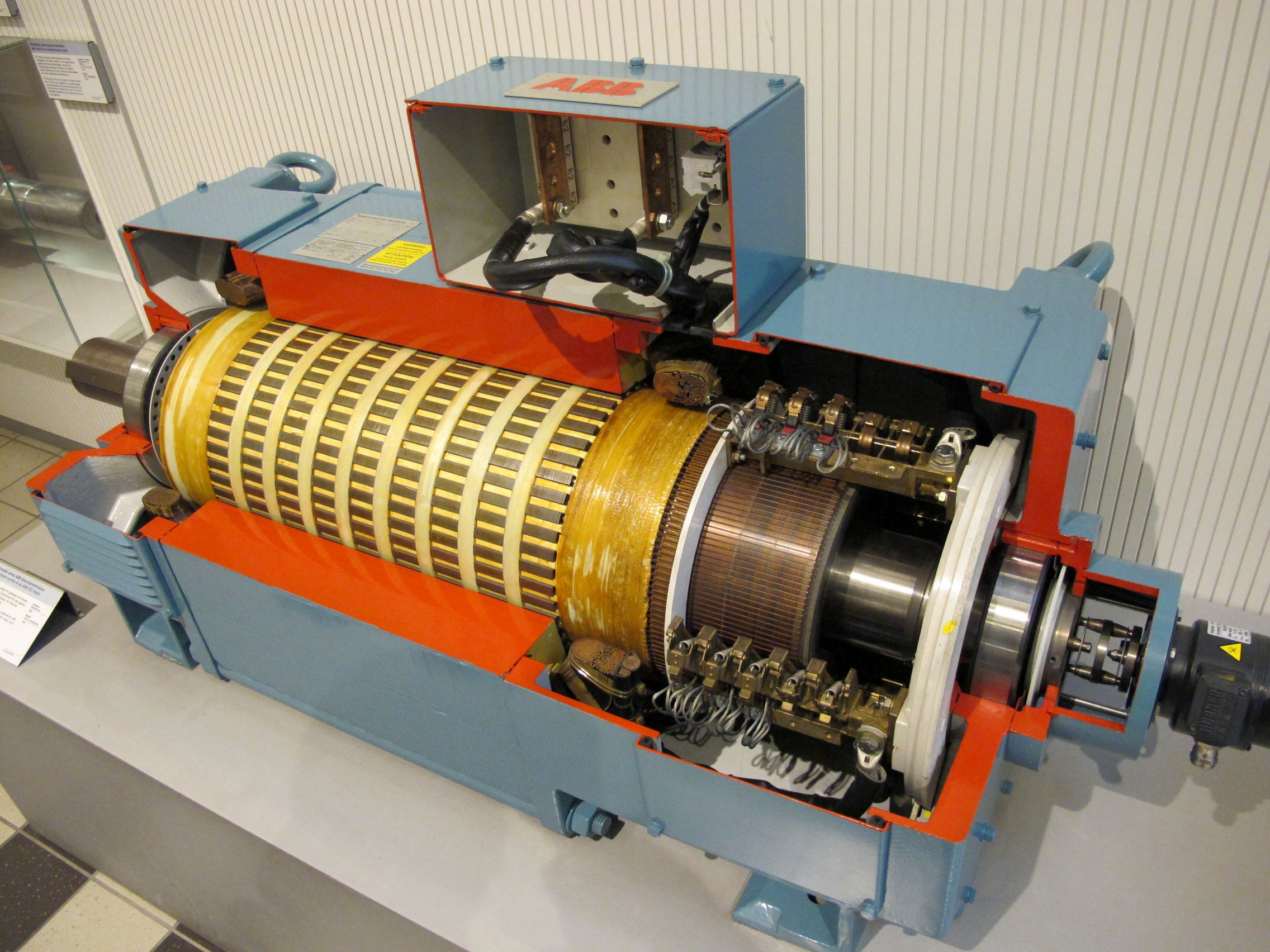
Двигатель постоянного тока в разрезе. Справа расположен коллектор с щётками

Двигатель постоянного тока — двигатель, переключение фаз в котором осуществляется коллектором механически в самом двигателе. Благодаря этому такой двигатель может питаться любым током, в т. ч. и постоянным. Первый коммутаторный электродвигатель постоянного тока, способный вращать механизмы, был изобретён британским ученым Уильямом Стёрдженом в 1832 году. Следуя работе Стёрджена, американский изобретатель Томас Дэвенпорт и его жена Эмили Дэвенпорт построили электродвигатель постоянного тока коммутаторного типа, который он запатентовал в 1837 году.
Данная группа двигателей в свою очередь разделяется по способу переключения фаз и наличию обратной связи подразделяется на:
1. Коллекторные двигатели;
2. Вентильные двигатели (бесколлекторный электродвигатель).

Щёточно-коллекторный узел обеспечивает электрическое синхронное переключение цепей вращающейся части машины и является наиболее ненадёжным и сложным в обслуживании конструктивным элементом.
По типу возбуждения коллекторные двигатели можно разделить на:
1. Двигатели с независимым возбуждением от электромагнитов и постоянных магнитов;
2. Двигатели с самовозбуждением.

Двигатели с самовозбуждением делятся на:
1. Двигатели с параллельным возбуждением (обмотка якоря включается параллельно обмотке возбуждения);
2. Двигатели последовательного возбуждения (обмотка якоря включается последовательно обмотке возбуждения);
3. Двигатели смешанного возбуждения (часть обмотки возбуждения включается последовательно с якорем, а вторая часть — параллельно обмотке якоря или последовательно соединённым обмотке якоря и первой обмотки возбуждения, в зависимости от требуемой нагрузочной характеристики).

Бесколлекторные двигатели (вентильные двигатели) — электродвигатели в котором переключение фаз осуществляется с помощью специального электронного блока (инвертора), могут быть с обратной связью с использованием датчика положения ротора, либо без обратной связи, фактически аналог асинхронного.

### Двигатели пульсирующего тока
Двигатель пульсирующего тока — электрический двигатель, питание которого осуществляется пульсирующим электрическим током. По конструкции очень близок к двигателю постоянного тока. Его конструктивными отличиями от двигателя постоянного тока являются шихтованные вставки в остове, шихтованные дополнительные полюса, большее число пар полюсов, наличие компенсационной обмотки. Применяется на электровозах с установками для выпрямления переменного тока

### Двигатели переменного тока

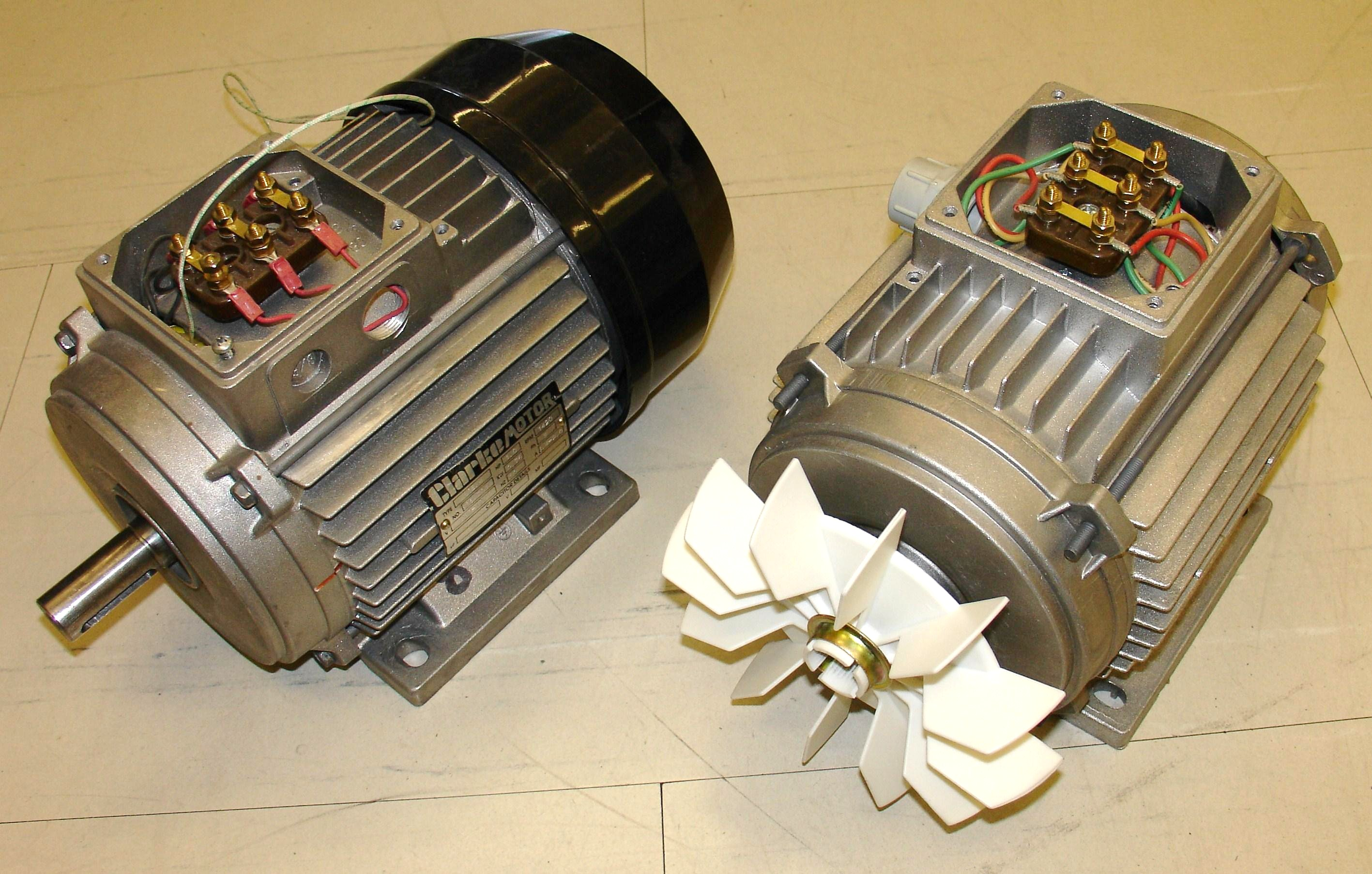
Трёхфазные асинхронные двигатели

Двигатель переменного тока — электрический двигатель, питание которого осуществляется переменным током. По принципу работы эти двигатели разделяются на синхронные и асинхронные двигатели. Принципиальное различие состоит в том, что в синхронных машинах первая гармоника магнитодвижущей силы статора движется со скоростью вращения ротора (благодаря чему сам ротор вращается со скоростью вращения магнитного поля в статоре), а у асинхронных — всегда есть разница между скоростью вращения ротора и скоростью вращения магнитного поля в статоре (поле вращается быстрее ротора).
Синхронный электродвигатель — электродвигатель переменного тока, ротор которого вращается синхронно с магнитным полем питающего напряжения.
Синхронные электродвигатели подразделяются на:
- синхронный двигатель с обмотками возбуждения. Данные двигатели обычно используются при больших мощностях (от сотен киловатт и выше).[10][11]
- синхронный двигатель с постоянными магнитами;
- синхронный реактивный двигатель;
- гистерезисный двигатель;
- шаговый двигатель;
- гибридный синхронный реактивный двигатель с постоянными магнитами;
- реактивно-гистерезисный двигатель.

Анимация, показывающая работу щеточного электродвигателя постоянного тока.

Существуют синхронные двигатели с дискретным угловым перемещением ротора — шаговые двигатели. У них заданное положение ротора фиксируется подачей питания на соответствующие обмотки. Переход в другое положение осуществляется путём снятия напряжения питания с одних обмоток и передачи его на другие. Ещё один вид синхронных двигателей — вентильный реактивный электродвигатель, питание обмоток которого формируется при помощи полупроводниковых элементов.
Асинхронный электродвигатель — электродвигатель переменного тока, в котором частота вращения ротора отличается от частоты вращающего магнитного поля, создаваемого питающим напряжением. Эти двигатели наиболее распространены в настоящее время.
По количеству фаз двигатели переменного тока подразделяются на:
- однофазные — запускаются вручную, имеют пусковую обмотку, фазосдвигающую цепь или экранированные полюса;
- двухфазные — в том числе конденсаторные;
- трёхфазные;
- многофазные;

### Универсальный коллекторный электродвигатель
Универсальный коллекторный электродвигатель — коллекторный электродвигатель, который может работать и на постоянном, и на переменном токе. Изготавливается только с последовательной обмоткой возбуждения на мощности до 200 Вт. Статор выполняется шихтованным (набранный из отдельных пластин) из специальной электротехнической стали. Обмотка возбуждения включается частично при переменном токе и полностью при постоянном. Для переменного тока номинальные напряжения 127, 220 В, для постоянного 110, 220 В. Применяется в бытовых аппаратах, электроинструментах.
Двигатели переменного тока с питанием от промышленной сети 50 Гц не позволяют получить частоту вращения выше 3000 об/мин. Поэтому для получения высоких частот применяют коллекторный электродвигатель, который к тому же получается легче и меньше двигателя переменного тока той же мощности или применяют специальные передаточные механизмы, изменяющие кинематические параметры механизма до необходимых нам (мультипликаторы).
При применении преобразователей частоты или наличии сети повышенной частоты (100, 200, 400 Гц) двигатели переменного тока оказываются легче и меньше коллекторных двигателей (коллекторный узел иногда занимает половину пространства). Ресурс асинхронных двигателей переменного тока гораздо выше, чем у коллекторных, и определяется состоянием подшипников и изоляции обмоток.
Синхронный двигатель с датчиком положения ротора и инвертором является электронным аналогом коллекторного двигателя постоянного тока.
Строго говоря, универсальный коллекторный двигатель является коллекторным электродвигателем постоянного тока с последовательно включёнными обмотками возбуждения (статора), оптимизированным для работы на переменном токе бытовой электрической сети. Такой тип двигателя независимо от полярности подаваемого напряжения вращается в одну сторону, так как за счёт последовательного соединения обмоток статора и ротора смена полюсов их магнитных полей происходит одновременно и результирующий момент остаётся направленным в одну сторону. Для возможности работы на переменном токе применяется статор из магнитно-мягкого материала, имеющего малый гистерезис (сопротивление перемагничиванию). Для уменьшения потерь на вихревые токи статор выполняют наборным из изолированных пластин. Особенностью (в большинстве случаев — достоинством) работы такого двигателя именно на переменном токе (а не на постоянном такого же напряжения) является то, что в режиме малых оборотов (пуск и перегрузка) индуктивное сопротивление обмоток статора ограничивает потребляемый ток и соответственно максимальный момент двигателя (оценочно) до 3—5 от номинального (против 5—10 при питании того же двигателя постоянным током). Для сближения механических характеристик у двигателей общего назначения может применяться секционирование обмоток статора — отдельные выводы (и меньшее число витков обмотки статора) для подключения переменного тока.

### Синхронный электродвигатель возвратно-поступательного движения
Принцип его работы заключается в том, что подвижная часть двигателя представляет собой постоянные магниты, закреплённые на штоке. Через неподвижные обмотки пропускается переменный ток и постоянные магниты под действием магнитного поля, создаваемого обмотками, перемещают шток возвратно-поступательным образом.

## История
Принцип преобразования электрической энергии в механическую энергию электромагнитным полем был продемонстрирован британским учёным Майклом Фарадеем в 1821 году и состоял из свободно висящего провода, конец которого касался поверхности жидкой ртути. Постоянный магнит был установлен в середине ванны со ртутью. Когда через провод пропускался ток, провод вращался вокруг магнита, показывая, что ток вызывал циклическое магнитное поле вокруг провода. Это устройство, которое называется униполярным электродвигателем, часто демонстрируется на школьных уроках физики, вместо токсичной ртути используют электролит. Это — самый простой вид из класса электрических двигателей. Последующим усовершенствованием униполярного мотора является Колесо Барлоу. Оно, как и примитивнейший мотор Фарадея, было демонстрационным устройством, непригодным в практических применениях из-за ограниченной мощности и ничтожно малого КПД.
Изобретатели стремились создать электродвигатель для производственных нужд. Они пытались заставить железный сердечник двигаться в поле соленоида возвратно-поступательно, то есть так, как движется поршень в цилиндре паровой машины. Русско-прусский учёный Б.С. Якоби пошёл иным путём. В 1834 году он создал первый в мире практически пригодный электродвигатель со вращающимся якорем и опубликовал теоретическую работу «О применении электромагнетизма для приведения в движение машины». Б. С. Якоби писал, что его двигатель несложен и «даёт непосредственно круговое движение, которое гораздо легче преобразовать в другие виды движения, чем возвратно-поступательное».
Вращательное движение якоря в двигателе Якоби происходило вследствие попеременного притяжения и отталкивания электромагнитов. Неподвижная группа U-образных электромагнитов питалась током непосредственно от гальванической батареи, причем направление тока в этих электромагнитах оставалось неизменным. Подвижная группа электромагнитов была подключена к батарее через коммутатор (прообраз коллектора) , с помощью которого направление тока в каждом электромагните изменялось восемь раз за один оборот диска. Полярность электромагнитов при этом соответственно изменялась, а каждый из подвижных электромагнитов попеременно притягивался и отталкивался соответствующим неподвижным электромагнитом: вал двигателя начинал вращаться. Мощность такого двигателя составляла всего 15 Вт. Впоследствии Якоби довёл мощность электродвигателя до 550 Вт. Этот двигатель был установлен сначала на лодке, а позже на железнодорожной платформе.
В 1839 году Якоби построил лодку с электромагнитным двигателем, который от 69 элементов Грове развивал 1 лошадиную силу и двигал лодку с 14 пассажирами по Неве против течения. Это было первое применение электромагнетизма к передвижению в больших размерах.